# Журнал по эстетике и арт-критике
Журнал по эстетике и арт-критике (англ. Journal of Aesthetics and Art Criticism) — крупнейший американский научно-теоретический журнал по эстетике и философии искусства. Основан Американским эстетическим обществом.

## История
Журнал по эстетике и арт-критике основан в 1942 году Американским обществом эстетики. С момента основания и до 1945 года публиковался издательством Philosophical Library в Нью-Йорке. В описании журнала значилось, что он «связан с изменениями в искусстве (включая живопись, литературу, кино, архитектуру и др.), историей искусства и отношениями художника и искусства к обществу».
В сентябре 1945 года Американское общество эстетики взяло на себя спонсорство Журнала. Главным редактором был назначен Томас Манро, куратор департамента образования в Художественном музее Кливленда и профессор Университета Кейс Вестерн Резерв. Манро собрал редакционную коллегию, главным образом, из сотрудников университета и департамента образования музея. Например, Реми Саисселин, профессор романских языков в Университете Кейс Вестерн Резерв, был ассистирующим редактором вместе с Меральдом Вролстадом, сотрудником Художественного музея. Хотя Журнал никогда не публиковался в Кливленде, под руководством Манро редакция и бизнес-отделы в течение нескольких лет сосредоточивались в художественном музее и университете. В 1963 году Манро освободил должность редактора, редакция была переведена в Университет Уэйна. Журнал оставался совместным изданием Американского общества эстетики и Художественного музея Кливленда до 1980 года.
В 1980 редакция и бизнес-отдел были перенесены в Университет Лонг-Айленда. В 1995 году Журнал был опубликован издательством Висконсинского университета в Мадисоне.

## Выбор статей
Журнал по эстетике и арт-критике публикует научные статьи, итоги конференций, специальные исследования и обзоры книг по эстетике и философии искусства. Философия искусства включает в себя исследования, изучающую природу искусства, его значение и ценность, рассматривая искусство как в целом, так и в конкретных проявлениях. Эстетика включает в себя работу с эстетическим опытом и ценностями, как в искусстве, так и за его пределами.
Журнал использует теоретический и междисциплинарный подход к искусству и эстетическим вопросам, включая исследования и практики в области философии, английской литературы, компаративистики, искусства, музыки, театра, истории искусств, психологии, права и смежных дисциплин. Журнал приветствует философски обоснованные междисциплинарные исследования и исследования нетрадиционных эстетических проблем.
Журнал не публикует критику, но принимает научные работы о цели, ценности и функции критики в искусстве в целом и конкретных областях, которые исследуют философские или теоретические аспекты критики отдельных произведений искусства.
Журнал также не публикует рукописи, которые состоят в основном из комментариев по статьям, опубликованным в других журналах, не публикует разъяснительных статей. При этом короткие дискуссии, ответы на статьи, разрешены. Все исторические исследования должны касаться вопросов продолжения философского или теоретического научного интереса.

## Премия памяти Джона Фишера
Журнал является спонсором Премии памяти Джона Фишера в области эстетики, являвшегося редактором с 1973 по 1988 год. Премия поощряет развитие новых авторов, специализирующихся на эстетики. Вручается дважды в год, призовой фонд 1000$.

## Известные авторы
- Рудольф Арнхейм
- Пьер Бурдье
- Арнольд Берлеант
- Моррис Вейтц
- Артур Данто
- Джордж Дики
- Джон Дьюи
- Эрнст Гомбрих
- Нельсон Гудмен
- Роман Ингарден
- Бенедетто Кроче
- Томас Манро
- Ричард Шустерман